# Au pays des habitudes
Pour plus de détails, voir Fiche technique et Distribution.
Au pays des habitudes (The Land of Steady Habits) est un film américain réalisé par Nicole Holofcener, sorti en 2018.

## Synopsis
Anders Hill a récemment divorcé de Helene et a pris sa retraite anticipée d'un emploi dans la finance. Preston, son fils adulte, est un toxicomane en convalescence qui vit avec Helene dans la maison familiale.

## Fiche technique
- Titre : Au pays des habitudes
- Titre original : The Land of Steady Habits
- Réalisation : Nicole Holofcener
- Scénario : Nicole Holofcener d'après le roman de Ted Thompson
- Musique : Marcelo Zarvos (en)
- Photographie : Alar Kivilo
- Montage : Robert Frazen (en)
- Production : Stefanie Azpiazu, Anthony Bregman et Nicole Holofcener
- Société de production : Likely Story
- Société de distribution : Netflix
- Pays :  États-Unis
- Genre : Comédie dramatique
- Durée : 98 minutes
- Dates de sortie : 
  - Netflix : 14 septembre 2018

## Distribution
- Ben Mendelsohn (VF : Lionel Tua) : Anders Harris
- Edie Falco (VF : Anneliese Fromont) : Helene Harris
- Thomas Mann (VF : Hervé Grull) : Preston Harris
- Natalie Gold (VF : Christèle Billault) : Dana
- Mary Catherine Garrison : Sandy
- Elizabeth Marvel (VF : Ariane Deviègue) : Sophie Ashford
- Victor Slezak : Wes Thompson
- Annabella Rosa : Marlena
- Joe Allanoff : Ziggy
- Charlie Tahan : Charlie Ashford
- Antonio Ortiz : Arnie
- Michael Gaston (VF : Pascal Germain) : Mitchell Ashford
- Bill Camp (VF : Frédéric Souterelle) : Donny O'Neil
- Victor Williams : Howard
- Josh Pais (VF : Éric Marchal) : Larry Eichner
- Georgia Ximenes Lifsher : Gwen
- Connie Britton (VF : Dominique Lelong) : Barbara
- Macc Plaise : M. Baptiste
- Menachem Rosenblatt : Preston Harris jeune
- Andy Prosky : Gil
- Andre B. Blake : Richard
- Tia Dionne Hodge : Tamara

 Source et légende : version française (VF) sur RS Doublage

## Accueil
Le film a reçu un accueil favorable de la critique. Il obtient un score moyen de 71 % sur Metacritic.